# Pokrajina Nuoro
Pokrajina Nuoro (italijansko provincia di Nuoro;  sardsko provìntzia de Nùgoro) je pokrajina v avtonomni italijanski deželi Sardiniji v Italiji. Njeno glavno mesto je mesto Nuoro.
Ima površino 5638 kvadratnih kilometrov in od leta 2017 skupno 210.972 prebivalcev. Pokrajina je razdeljena na 74 občin (comune), največje med njimi so Nuoro (36.925 prebivalcev), Siniscola (11.492), Macomer (10.043) in Dorgali (8576). Druge občine na splošno niso tako velike, čeprav se Oliena (7123 prebivalcev) in Orosei (7025) lahko štejeta za naseljeni mesti.
Pokrajina je bila ustanovljena leta 1927. Leta 2005 se je ozemlje pokrajine Nuoro znatno zmanjšalo zaradi ustanovitve štirih novih pokrajin na otoku; kasnejše upravne reforme so leta 2016 znova povečale njeno velikost s priključitvijo 22 od 23 občin, ki so sestavljale kratkotrajno Ogliastro.
Znana je po domnevni visoki koncentraciji stoletnikov in superstoletnikov. Od 5. marca 2001 do 3. januarja 2002 je bil Antonio Todde iz Tiane najstarejši moški na svetu. To je tudi ena od tako imenovanih modrih con.

## Lega
Pokrajina Nuoro meji na severu na pokrajini Sassari in Olbia - Tempio, na vzhodu na Tirensko morje, na jugu na Metropolitansko mesto Cagliari in pokrajino Ogliastra in na zahodu s pokrajino Oristano.

## Večje občine
Glavno mesto je Nuoro, ostale večje občine so (podatki 31.12.2022):
| Občina    | Prebivalcev |
| --------- | ----------- |
| Nuoro     | 34.183      |
| Siniscola | 11.245      |
| Tortolì   | 11.024      |
| Macomer   | 9444        |
| Dorgali   | 8368        |
| Oliena    | 6657        |
| Orosei    | 6833        |

## Naravne zanimivosti
Pokrajina zavzema tudi tako imenovane Sardinske Dolomite, višavje Supramonte. Čeprav njihova višina komaj preseže 1400 metrov (Monte Corrasi 1463 m), so te gore morda najbolj 'divje' sardinsko področje. Poseljeno je z velikimi družinami jelenov, sardinskih srn in muflonov in več vrst ptic roparic gnezdi v skoraj nedostopnih skalah. Veliko je divjih prašičev, divjih sardinskih mačk, polhov, kun, podlasic in zajcev. Drevesa so velika in nekateri primeri hrasta, mastike, morske češnje (arbutus unedo) in brina so preko tisoč let stari.
Glavno zavarovano področje v pokrajini je Narodni park Golfo di Orosei e Gennargentu (Parco nazionale del Golfo di Orosei e del Gennargentu).

## Zgodovinske zanimivosti
Glavno mesto pokrajine se v sardinščini imenuje Nugoro s poudarkom na zlogu nu, ker je za ta jezik značilen poudarek na predpredzadnjem zlogu. Bilo bi pričakovati, da poudarek tudi v italijanščini ostane na samoglasniku u, a dejansko se to ne dogaja. Samoglasniška skupina uo, ki je nastala po odpadu glasa g, je v italijanskem jeziku normalno naglašena uò in ne ùo, kar je prevladalo v pogovornem poimenovanju mesta, dokler ni postalo pravilo. Zato se danes izgovarja nuòro, čeprav je ta poudarek po etimologiji zgrešen: prevladalo je pravilo o pogostni uporabi.

## Znamenitosti
- Grobnica velikanov iz Bidistilija blizu Fonnija; stavbe v Sarduju, imenovane »Tumbas de los zigantes« in (italijansko Tombe dei Giganti), so največji prednuraški kultni kompleksi na Sardiniji in spadajo med najnovejše megalitske komplekse v Evropi. 321 znanih grobnic velikanov je spomenikov bronastodobne kulture Bonnanaro (2200–1600 pr. n. št.), ki je predhodnica nuraške kulture.
- Grobnica velikanov Biristeddi blizu Galtellija
- Biru e’ Concas pri Sorgonu, vrsta menhirjev se razprostira na petih hektarih zemlje v hribih zahodno od Sorgona in kapele San Mauro.
- Madau blizu Fonnija, Velikanova grobnica je arheološko najdišče v bližini mesta Fonni; ob cesti od Pratobella do 1118 m visokega prelaza Passo di Caravai proti jugu leži nekropola iz bronaste dobe, ki jo sestavljajo štiri sosednje grobnice velikanov, ki so poravnane s sedlom Arcu Corr'e Boi.
- Nekropola Brodu blizu Oniferija; nekropolo so nekoč sestavljali štirje Domus de Janas, od katerih sta le dva dobro ohranjena. Skalne grobnice kulture Ozieri so zanimive z arhitekturnega vidika zaradi rdeče poslikave in reliefov bikov.
- Orgosolo, naselje znano po muralih; v okolici mesta so številne priče nuraške kulture: vodnjaki, dolmeni, skalne in velikanove grobnice ter naselja nuragov.
- Sa Perda Pinta, menhir v Mamoiadi; edini stoječi kamen s krožnimi oznakami na otoku je visok 2,7 m, širok 0,7 m in debel približno 35 cm.
- Santa Vittoria blizu Serrija; z izpostavljeno lego na strmem robu bazaltne planote (Giara di Serri), na nadmorski višini 662 m nad mestom Gergei je kompleks zaščiten kot kulturni spomenik Santuario Federale Nuragico di Santa Vittoria.
- S'Ena 'e sa Vacca blizu Olzaija, dolmen
- Serra Orrios blizu Dorgali je največje nuraško naselje na otoku; ne gre za kompleks, ki se je oblikoval okoli velikega nuraga, kot je primer v Arrubiu ali Su Nuraxi. Oveni in Noriolo sta 500 m stran, 100 m stran od naselja je velikanov grob.
- Su Romanzesu blizu Bittija je nenavadno nuraško naselje, veliko okoli sedem hektarov, ki je med ljudmi znano tudi kot »mesto čarovnic« in je največje te vrste na Sardiniji.
- Su Tempiesu blizu Orune je najbolje ohranjeno vodno svetišče (italijansko Pozzo sacro) na Sardiniji in eden redkih dobro ohranjenih primerov nuraške arhitekture.
- Tamuli blizu Macomerja, nuragi in tri grobnice velikanov; so največji prednuragični kultni kompleksi na Sardiniji in spadajo med najnovejše megalitske komplekse v Evropi.
- Tiscali pri Olieni, prazgodovinska naselbina nuraške kulture v parku Gennargentu.

- Nuragi Santa Sabina
- Arheološka cona Santa Sarbana pri Silanusu (Romanska cerkev Santa Sabina in nuragi)
- Nekropola Brodu
- Velikanova grobnica Madau
- Vodno svetišče Su Tiempiesu z dvema nivojema
- Detajl skalne risbe